# Црква Вазнесења Господњег у Грејачу
Црква Вазнесења Господњег у Грејачу, насељеном месту на територији општине Алексинац, припада Епархији нишкој Српске православне цркве.
Црква посвећена Вазнесењу Господњем је седиште грејачке парохије. Зидана је опеком, на месту где су постојале зидине. Градња је започета 1892. године. Исте године 29. новембра антиминс у храму је положио намесник алексиначки протојереј Тодор Павић, који је храм освештао и посветио Вазнесењу Христовом. Дана 8. септембра 1907. године епископ нишки Никанор Ружичић је освештао овај храм.
Црква представља тробродну базилику са осмостраним кубетом. Иконостас је осликао академски сликар Илија Димитријевић. Рестаурација је започета крајем прве деценије 21. века. Обнављање храма није у потпуности завршено.